# Anthrenus sinensis
Anthrenus sinensis es una especie de escarabajo de piel del género Anthrenus, categorizada en la tribu Anthrenini, de la subfamilia Megatominae.

## Distribución
Se distribuye por China, India y Rusia, en Krai de Primorie.

## Taxonomía
Fue descrita por Arrow en 1915.